# Еррол Чарльз
Сиріл Еррол Мельхіадес Чарльз (10 грудня 1941 , Кастрі ) — політичний діяч Сент-Люсії, з 11 листопада 2021 виконуючий обов'язки  генерал-губернатора Сент-Люсії, після відставки сера Невілла Сенака. 
.

## Біографія
Народився 10 грудня 1942 року в Кастрі, столиці Сент-Люсії
.
Навчався у школі для хлопчиків Святого Алоізія у Кастрі, після у коледжі Святої Марії у Сент-Люсії. 
Пройшов курс навчання податковому законодавству та тримісячний курс перевірки рахунків у Тринідаді та Тобаго
.

## Політична кар'єра
В 1962 – 1992 роках Чарльз працював у департаментах уряду Сент-Люсія 
.
Тимчасовий клерк у відділі казначейства Рахункової палати 
. 
Молодший клерк, інспектор з прибуткового податку, старший інспектор з прибуткового податку в Департаменті внутрішніх доходів 
. 
Старший спеціаліст з ліцензування Міністерства зв'язку, транспорту та комунального господарства 
. 
В 2007 — 2021 роках працював консультантом із податкового управління 
. 

### Виконуючий обов'язки генерал-губернатора Сент-Люсії
Монарх Сент-Люсії Єлизавета II призначила Еррола Чарльза виконувачем обов'язків генерал-губернатора Сент-Люсії після відставки сера Невіла Сенака. Склав присягу 11 листопада 2021 року в Будинку уряду Сент-Люсія
.

## Особисте життя
Чарльз є католиком. 
Володіє англійською та французькою мовами 
. 
Одружений з Анісією Самуель 
.